# Ernest Piot
Ernest Piot (Huccorgne, 22 augustus 1890 - Hoei, 14 maart 1969) was een Belgisch senator.

## Levensloop
Piot werd nationaal secretaris van de Belgische Socialistische Partij (1937-1954).
Hij was gemeenteraadslid van Hoei van 1946 tot 1952.
Hij werd provinciaal BSP-senator voor de provincie Luik in 1954 en vervulde dit mandaat tot in 1958. Hij werd vervolgens op 1 juni 1958 rechtstreeks tot senator verkozen voor het arrondissement Hoei-Borgworm, maar nam op 10 november 1959 al ontslag.